# Digitální gramotnost

Uživatelé internetu v roce 2012 jako procento obyvatelstva dané země Zdroj: International Telecommunications Union.

Digitální gramotnost (anglicky: digital literacy) může být vymezena jako: „soubor kompetencí nutných k identifikaci, pochopení, interpretaci, vytváření, komunikování a účelnému a bezpečnému užití digitálních technologií (jejich technických vlastností i obsahu) za účelem udržení či zlepšení své kvality života a kvality života svého okolí, tj. např. za účelem pracovní i osobní seberealizace, rozvoje svého potenciálu a udržení či zvýšení participace na společnosti.“ Účelem digitální gramotnosti tudíž je vytvoření digitálně gramotných osob: „Digitálně gramotní lidé tak mají být schopni jakýchkoli činností s digitálními technologiemi, které využijí při řešení různých životních situací, ať už máme na mysli práci, učení, volný čas i další aspekty každodenního života.“.
Nedostatek digitální gramotnosti vede naopak k digitálnímu vyloučení. Pro zvyšování digitální gramotnosti je nezbytný jednak přístup k technologii (počítač, internet), tak i schopnost/znalost jejího využití. Opakem digitální gramotnosti je digitální vyloučení. To se týká především: „seniorů, osob se zdravotním postižením, osob s duševním onemocněním, etnických menšin, jednotlivců i lokalit ohrožených chudobou. Nejde o kompletní výčet – digitální vyloučení se objevuje napříč celou populací, a ne vždy se váže na jasné sociodemografické charakteristiky. Také z tohoto důvodu často zůstává u jednotlivců neidentifikováno.“ Ohroženi jsou proto v určité míře všichni. Pro průběžné zvyšování digitální gramotnosti hraje klíčovou roli průběžné celoživotní učení: „je nezbytné, aby se jednotlivci dlouhodobě rozvíjeli celoživotním učením.“

## Předpoklady
Cílem zvyšování digitální gramotnosti by mělo být vytváření digitálně gramotných občanů, označovaných také někdy jako digitální občané (digital citizens). Dle Ministerské deklarace z roku 2019 se digitální občanství definuje jako „schopnost pozitivního, kritického a kompetentního zapojení do digitálního prostředí, které vychází z umění efektivní komunikace a tvorby a forem společenské participace, které respektují lidská práva a důstojnost skrze zodpovědné využívání technologie.“ Na základě výzkumu odborníků a organizaci byla vytvořena sada 10 digitálních domén. Tyto domény tvoří základ digitálního občanství. Domény jsou rozděleny do tří oblastí:
1. Být online
  1. Přístup a začlenění – dovednosti, které občané potřebují k účasti v digitálních prostorech, které jsou otevřené všem menšinám; přístup k digitálnímu prostředí; překonávání různých forem digitálního vyloučení.
  2. Učení a tvořivost – ochota a postoje občanů k učení v digitálním prostředí během života; rozvíjení a vyjadřování různé formy kreativity; rozvoj osobních a profesních kompetencí, při kterých se občané připravují na výzvy technologicky bohaté společnosti s důvěrou a inovativními způsoby.
  3. Mediální a informační gramotnost – schopnost kriticky vysvětlit, chápat a vyjadřovat kreativitu skrz digitální média.
2. Online well-being
  1. Etika a empatie – etické chování v online prostředí; schopnost rozpoznat a pochopit pocity a perspektivy druhých; pozitivní online interakce.
  2. Zdraví a well-being – být si vědomí výzev a příležitostí, které mohou ovlivnit fyzické a duševní zdraví (online závislost, správné držení těla, nadměrné používání technologií, …).
  3. Elektronický výskyt a komunikace – rozvoj osobních a mezilidských kvalit; online komunikace a interakce, která je pozitivní a konzistentní, ve virtuálních sociálních prostorách; správa vlastích dat a digitální stopy.
3. Online práva
  1. Aktivní účast – kompetence související s interakcí v digitálním prostředí a s tím spojené vědomí činit zodpovědná rozhodnutí; aktivně a pozitivně se podílet na demokratických kulturách.
  2. Práva a povinnosti – práva spojená s digitálním prostředí (právo na soukromí, bezpečnost, přístup a začlenění, svobodu projevu a další), a zároveň vědomí, že s právy přicházejí i povinnosti.
  3. Soukromí a bezpečnost – soukromí ve smyslu osobní ochrany vlastních a cizích informací v online prostředí; bezpečnost ve smysli vlastním povědomí o činnostech a chováním v online prostředí; správa informací a otázky bezpečnosti online.
  4. Povědomí spotřebitelů – vědomí, že v internetovém prostředí často digitální občan je zároveň také spotřebitelem; pochopení důsledků komerční reality online prostředí.

## Přínosy
Jednou z nezbytných podmínek pro rozvoj digitalizace státu, digitální ekonomiky a zvýšení konkurenceschopnosti je fungování tzv. informační společnost. Toho může být docíleno právě podporou opatření směřujících ke zvyšování informační a digitální gramotnosti. Jak uvádí Strategie digitální gramotnosti pro ČR: „Dnešní společnosti vytvářejí čím dál silnější vazbu mezi užíváním digitálních technologií a účastí na životě společnosti. Podpora informatizace ze strany států je podmínkou jejich ekonomického zapojení do globální informační ekonomiky.“
Digitální gramotnost (a digitalizace státu) se jeví také zásadní pro udržitelný rozvoj společnosti. V Cílech udržitelného rozvoje se nachází cíl 9, který má podcíl 9.c. Tento podcíl zmiňuje potřebu výrazně zvýšit přístup k informačním a komunikačním technologiím a rozšíření internetového připojení do nejméně rozvinutých zemí, a to do roku 2020. Cíl 9.c nebyl podle zprávy v roce 2022 ještě naplněn. Zpráva zmiňuje, že většina rozvinutých zemí má pokrytí mobilním širokopásmovým signálem, který slouží pro připojení k internetu. Avšak zpráva i zmiňuje, že zde stále jsou lokace bez připojení k internetu, hlavně v nejméně rozvinutých státech. Dostupnost internetového připojení je důležitá, protože poskytuje přístup k informacím a znalostem. Díky tomuto bude nezbytným předpokladem nejen pro dobré dosažení všech 17 Cílů (vzhledem k rychlosti šíření poznatků, nízkým transakčním nákladům na distribuci a možnosti zapojování široké veřejnosti do jejich vytváření a využívání).
Jako přínosy mohou být chápany schopnosti, které se děti naučí už v raném věku. Podle Vicki David se nezbytné schopnosti žáků v oblasti digitální gramotnosti rozdělují na životné a zkušenostní. Životních schopností je devět:
1. Hesla – znalost bezpečného tvoření hesel a nakládání s nimi.
2. Soukromé informace – nakládání s osobními informacemi, které mohou být použity k identifikaci osoby.
3. Osobní informace – uvědomělé nakládání s osobními informacemi na internetu.
4. Fotografie – uvědomění si, že pomocí fotografií se dá osoba a její aktivity vysledovat.
5. Autorské právo – využívání legálních výtvorů a zjišťování, jak zajistit poznání autora.
6. Citace – využívání citačních norem u autorských děl.
7. Bezpečnost – – chovat se obezřetně v kyberprostoru.
8. Internetová kultura – dodržování netikety a schopnost přizpůsobit se internetové kultuře.
9. Digitální značka – uvědomělé chování na internetu s vědomím, že za sebou osoba nechává svoji stopu.

Ovšem ukazuje se, že praktické zkušenosti jsou nejefektivnějším a primárním zdrojem učení.

## Pozitivní dopady digitální gramotnosti
Zvyšování digitální gramotnosti podle MPSV má být prostředkem zlepšení základních oblastí, které jsou součástí života společnosti.
V ekonomické oblasti má díky digitální gramotnosti dojít k lepšímu zapojení aktérů do pracovního trhu, dojde ke zkvalitnění lidských zdrojů a k zajištění konkurenceschopnosti státu, organizací i jednotlivce jako pracovní síly. K zajištění těchto oblastí mají přispět strategické cíle zaměřené na zaměstnanost a konkurenceschopnost.
V oblasti politické participace má díky digitální gramotnosti dojít k podpoře schopnosti občanů využívat výhod informatizace státní správy a souvisejících služeb. Dále k podpoře zefektivnění komunikace pomocí zvýšení dostupnosti a přístupnosti elektronických služeb veřejného sektoru pro jednotlivce. A taktéž ke zvýšení efektivity a dostupnosti forem vzdělávání prostřednictvím digitálních technologií. K naplnění těchto oblasti se věnují strategické cíle Veřejná správa a Podpora systému vzdělávání a učení.
V oblasti občansko-kulturní sféry má digitální gramotnost zvýšit sociální začlenění na komunitní úrovni a zlepšit fungování rodinných vazeb. Strategické cíle Sociální začleňování a Podpora rodiny se věnují těmto oblastem.
Aby došlo k naplnění těchto oblastí, tak bylo vytvořeno šest strategických cílů, které se týkají zaměstnanosti, konkurenceschopnosti, sociálním začleněním, podpory rodiny, elektronických služeb ve veřejném sektoru a podpory systému vzdělávání a učení prostřednictvím digitálních technologií.